# Салихагич, Химзо
Химзо Салихагич (босн. Himzo Salihagić; 1917, Шуица — 22 марта 1943, Кифино-Село) — югославский боснийский партизан времён Народно-освободительной войны Югославии, Народный герой Югославии.

## Биография
Родился в 1917 году в Шуице. Бошняк. Окончил начальную школу в родном селе, работал батраком. В 1936 году перебрался в Сараево на постоянную работу. Там же вступил в Коммунистическую партию Югославии, вернулся домой в 1940 году.
С 1941 года в партизанском движении. В марте 1942 года вступил в Ливаньский партизанский отряд, позднее продолжил службу в 5-й черногорской бригаде. Участвовал в боях против четников, отметился в битве при Ливно, прорвавшись между двумя укреплёнными ДЗОТами.
В 1943 году Химзо отметился в битве за Прозор: во время штурма итальянских позиций он лично разрезал колючую проволоку на одном из участков обороны, а затем гранатами закидали два итальянских бункера, обеспечив продвижение своему отряду.
22 марта 1943 смертельно ранен в грудь в битве за Кифино-Село, там же и похоронен.
Указом 20 декабря 1951 награждён посмертно Орденом Народного героя Югославии.